# Самарская область
Сама́рская о́бласть — субъект Российской Федерации, входит в состав Приволжского федерального округа.
Административный центр — город Самара.
Граничит на западе с Саратовской и Ульяновской областями, на юго-востоке с Оренбургской областью, на севере с Республикой Татарстан, а также на юге с Казахстаном в единственной точке. Из-за близости Западно-Казахстанской области Казахстана часть Большечерниговского района имеет статус приграничной территории.
Образована 14 мая 1928 года как Средневолжская область. В 1929 году переименована в Средневолжский край, в 1935 году — в Куйбышевский край, в 1936 году — в Куйбышевскую область. Это название присутствовало 55 лет, с 5 декабря 1936 года по 16 мая 1992 года называлась Куйбышевской областью. Предшествовавший конституционным изменениям Указ Президиума Верховного Совета РСФСР о возвращении области наименования Самарская был издан 25 января 1991 года. Исторически области предшествовала Самарская губерния, образованная в 1850 году и упразднённая в 1928 году.

## Физико-географическая характеристика

### Географическое положение
Область расположена в юго-восточной части европейской территории России, в среднем течении Волги, по обеим её сторонам. Это пятый по площади регион Поволжья — занимает территорию площадью 53,6 тыс. км², что составляет 0,31 % территории России. Область протянулась с севера на юг на 335 км, а с запада на восток — на 315 км. Самая южная точка области лежит на границе с Казахстаном (51°47' с. ш. и 50°47' в. д.), самая северная — на границе с республикой Татарстан (54°41' с. ш. и 51°23' в. д.). Крайняя западная точка лежит на границе с Ульяновской областью (53°22' с. ш. и 47°55' в. д.), а крайняя восточная — на границе с Оренбургской областью (54°20 с. ш. и 52°35' в. д.). Из-за близости Западно-Казахстанской области Казахстана часть Большечерниговского района имеет статус приграничной территории.

### Климат
Климат Самарской области умеренно континентальный. Антициклональный тип погоды господствует в среднем 58 % дней в году. Крайний юг области зимой и ранней весной пересекает ось Воейкова, оказывающая влияние на местный климат. Радиационный баланс с октября по март отрицательный. Количество суммарной радиации составляет 99—104 ккал/см². Среднемесячная температура июля 20,7 °C, января −13,8 °C. Среднегодовая температура — 3,8 °C. Средняя относительная влажность воздуха 73 %. Среднегодовое количество осадков составляет 372 мм. Средняя многолетняя высота снежного покрова составляет 35—75 см. Для климата области характерны холодная зима, короткая весна, жаркое и сухое лето, достаточно дождливая и прохладная осень.
Продолжительность зимы составляет 150—155 дней, а лета — 140—147 дней. Весна — 1 месяц (апрель) и осень — 1 месяц (октябрь).

### Местное время
Самарская область находится в часовой зоне МСК+1. Смещение применяемого времени относительно UTC составляет +4:00.
До 2010 года в области действовало самарское время (МСК+1): UTC+4 (стандартное время) и UTC+5 (летнее время).
С 2010 до 2014 года действовало московское время, которое на тот момент круглогодично соответствовало UTC+4.
С 26 октября 2014 года регион находится во вновь созданной третьей часовой зоне (МСК+1, московское время плюс 1 час, UTC+4). Разница с средним солнечным временем составляет от 30 минут на востоке области до 48 минут на западе области.

### Геологическое строение и рельеф

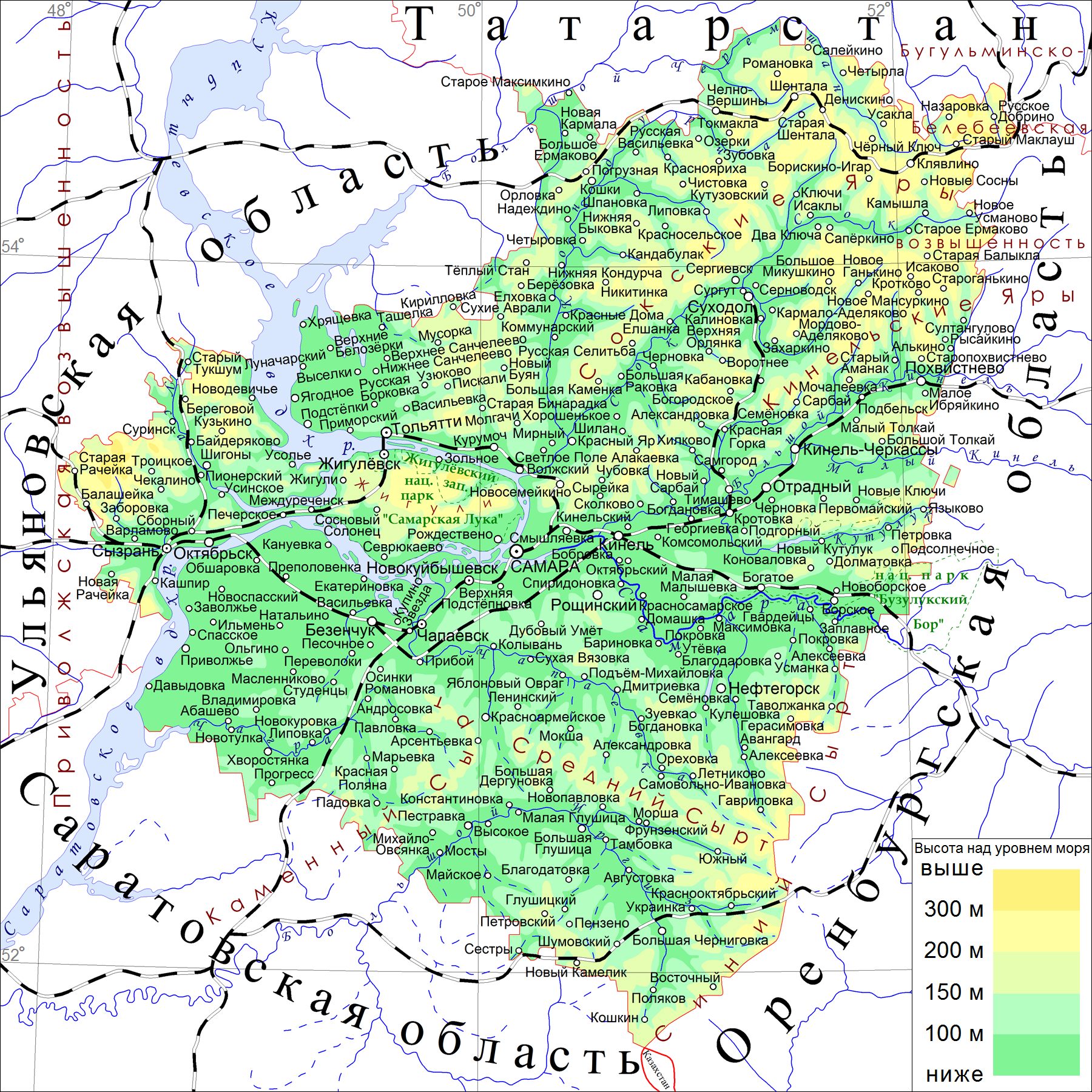
Физическая карта Самарской области

Располагается на Восточно-Европейской платформе. Территория Самарской Луки и примыкающие районы относятся к Жигулёвско-Пугачёвскому тектоническому своду, который является частью Волго-Уральской (Волжско-Камской) антеклизы. История геологического развития территории области охватывает раннедокембрийскую и рифейско-фанерозойскую эпохи.
Реки Волга и Самара являются границами внутреннего деления области по рельефу. Выделяют три части: Правобережье, Северное и Южное Левобережья. Большая часть территории области (91,2 %) находится в Левобережье. Правобережье, или Предволжье, является возвышенным районом, в нём находятся Жигулёвские горы. Большая часть Жигулёвских гор находится на территории национального парка «Самарская Лука». На севере Левобережья находятся плоская равнина и Высокое Заволжье — Бугульминско-Белебеевская возвышенность и её отроги (Сокские яры, Кинельские яры, Сокольи горы). Юг Левобережья представляет собой пологоволнистую равнину, на юг области заходят участки возвышенности Общий Сырт (Синий, Средний, Каменный, Перелюбский Сырты).
Самая высокая точка рельефа Самарской области — гора Наблюдатель в Жигулёвских горах (381,2 м.). Кроме описанных естественных форм рельефа, на территории Самарской области имеется множество искусственно созданных, возникших в процессе хозяйственной деятельности человека: карьеры, отвалы, выемки, грунтовые дамбы, плотины, дорожные насыпи и т. д.

### Гидрография
Крупнейшим водотоком является река Волга, протекающая в западной части области. В районе города Тольятти на ней действует Жигулёвская ГЭС, построенная в 1955—1957 годах. Плотина держит Куйбышевское водохранилище, крупнейшее в Европе, имеет площадь водного зеркала 6450 км². Общая длина Волги составляет 3690 км, из них на территорию Самарской области приходится 340 км (9,2 %). Ниже по течению Волги находится Саратовское водохранилище, удерживаемое плотиной Саратовской ГЭС (Саратовская область).
Другими крупнейшими реками региона, помимо Волги, являются её левые притоки: Самара, Сок, Чагра, Чапаевка, Безенчук, Большой Иргиз, Большой Черемшан на севере области, и правый приток Уса. Также приток Самары Большой Кинель.
Самым крупным притоком реки Волга является река Самара. Из общей длины её водотока (594 км), на территорию Самарской области приходится 222 км.
Также протекают реки Сок, Чагра, Чапаевка, Безенчук, Большой Иргиз и Уса. На территории области имеется 220 рек и малых водостоков и протоков, такие как Кривуша, с общей протяжённостью 6,3 тыс. км.
Озёр в Самарской области насчитывается около 100. Наиболее крупных, площадью более 0,5 км², 27 озёр. Все они экзогенного происхождения. Вдоль основных рек имеются пойменные озёра-старицы со слабым течением. Есть небольшие озёра, известные бирюзовым цветом воды: Серное в посёлке Серноводск, Голубое близ села Старое Якушкино.
Крупнейшие искусственные водоёмы области — два водохранилища на Волге: Куйбышевское и Саратовское. Также на реке Кутулук, левом притоке реки Большой Кинель, Кутулукское водохранилище. Значительным мелиоративным сооружением является недостроенный Куйбышевский обводнительно-оросительный канал, пролегающий в юго-западной части области. В 1970-е годы было построено 163 км канала — от реки Чагра у села Абашево до села Большая Дергуновка), но используется около половины длины канала.

### Природные ресурсы
Природные ресурсы представлены полезными ископаемыми и гидроресурсами. Полезные ископаемые представлены топливными ресурсами (нефть, горючие газы, горючие сланцы, природные битумы, незначительные запасы торфа), а также строительным сырьём (пески, глины, известняки, доломиты, мелы, опоки, в меньшей степени диатомиты), индустриальным сырьём (гипс, ангидрит) и горнохимическим сырьём (серные руды, каменная соль). Крупное месторождение каменной соли расположено на территории Большеглушицкого района. Запасы каменно-строительных материалов (карбонатных пород и щебня) являются крупнейшими в Поволжье.
Самые богатые месторождения нефти − Мухановское, Кулешовское, Дмитриевское, Радаевское, Якушкинское, Покровское. Запасы углеводородов приурочены к коллекторам девонского и каменноугольного возраста; глубина их залегания до 3000 м, иногда и более. Нефти в основном лёгкие, маловязкие, сернистые и высокосернистые, Удельный вес Самарской области в запасах и добыче нефти на суше России составляет около 1,5 % и 3 % соответственно. Всего на территории области открыто более 350 месторождений нефти, из них в нераспределенном фонде недр находится более 80 месторождений.
К иным, имеющим большую экономическую ценность, видам основных полезных ископаемых относятся подземные воды питьевого качества и минеральные воды. Со вводом в эксплуатацию в 1957 году Волжской ГЭС важнейшим гидроэнергетическим ресурсом стали водные ресурсы крупнейшего в Европе Куйбышевского водохранилища.

### Растительный и животный мир
Территория Самарской области находится в двух природно-географических зонах — лесостепной и степной.
Почвенный покров представлен серыми лесными почвами, выщелоченными, типичными и южными чернозёмами, каштановыми почвами, а также солонцами и солончаками. Значительные площади пашни подвержены водной эрозии. Эродированные почвы встречаются практически во всех хозяйствах области.
Общая площадь лесного фонда — 760,1 тыс. га, что составляет около 13 % от общей площади региона. В Жигулёвских горах лесистость достигает 70 %. Лесной фонд региона представлен сосной — 64 %, елью — 2 %, дубом — 7 % и 27 % приходится на другие культуры. Все леса области отнесены к категории защитных, из них 77 % имеют средний 3—4 класс пожарной опасности. Хвойные насаждения, наиболее подверженные возгораниям, занимают 16 % от всей покрытой лесом площади, твердолиственные леса занимают 32 %, а на долю мягколиственных пород приходится 52 %.
Целый ряд растительных сообществ, имеющих большое научно-познавательное и природоохранное значение, являются памятниками природы. Среди них особое место занимают растительные сообщества Самарской Луки.
Во флоре Самарской области свыше 1800 видов сосудистых растений, из них 281 вид включён в Красную книгу Самарской области. Архивировано из оригинала 3 февраля 2012 года. (2007).
На территории области зарегистрировано 84 вида млекопитающих из 6 отрядов и 19 семейств, 271 вид птиц из 19 отрядов, 12 видов пресмыкающихся, 11 видов земноводных, 56 видов рыб, 183 вида ракообразных, 132 вида моллюсков, около 9500 видов насекомых, около 800 видов паукообразных, 12 видов многоножек.
В Красную книгу Российской Федерации занесены 15 видов беспозвоночных: эйзения промежуточная, дозорщик-император, дыбка степная, красотел пахучий, жук-олень, бронзовка гладкая, усач альпийский и др. Выделено около 60 реликтовых видов беспозвоночных. Средняя Волга является частью знаменитого Волго-Камского рыбохозяйственного района, в котором добывается более половины общероссийского улова судака и леща, почти три четверти улова воблы и более половины мирового улова осетровых рыб.

### Заповедники и парки

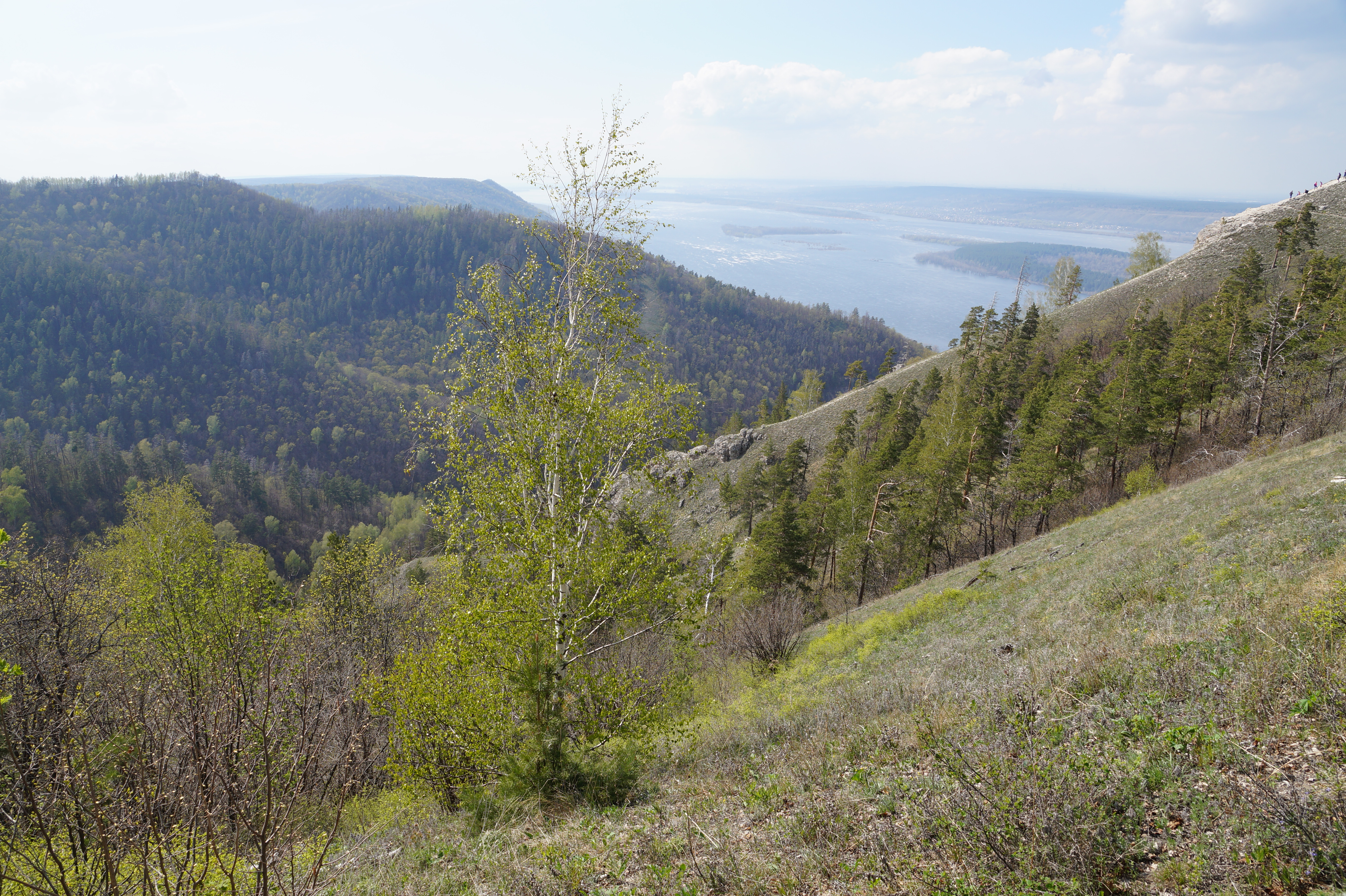
Жигулёвский природный биосферный заповедник

На конец 2012 года на территории Самарской области существуют ООПТ следующих категорий: государственные природные заповедники (1), национальные парки (2), биосферные резерваты (1), ООПТ регионального значения (213), ботанические сады (1), лечебно-оздоровительные местности (1).
В настоящий момент в Самарской области сформирована уникальная сеть различных охраняемых природных территорий. Её основу составляют ООПТ федерального значения: Жигулёвский государственный природный заповедник им. И. И. Спрыгина (23,157 тыс. га) и Национальный парк «Самарская Лука» (127,186 тыс. га).
Общая лесистость области:
| 1696   | 1763 | 1868   | 1887   | 1914   | 1970   | 1988   |
| ------ | ---- | ------ | ------ | ------ | ------ | ------ |
| 33,6 % | 29 % | 25,3 % | 20,5 % | 17,8 % | 12,4 % | 12,5 % |

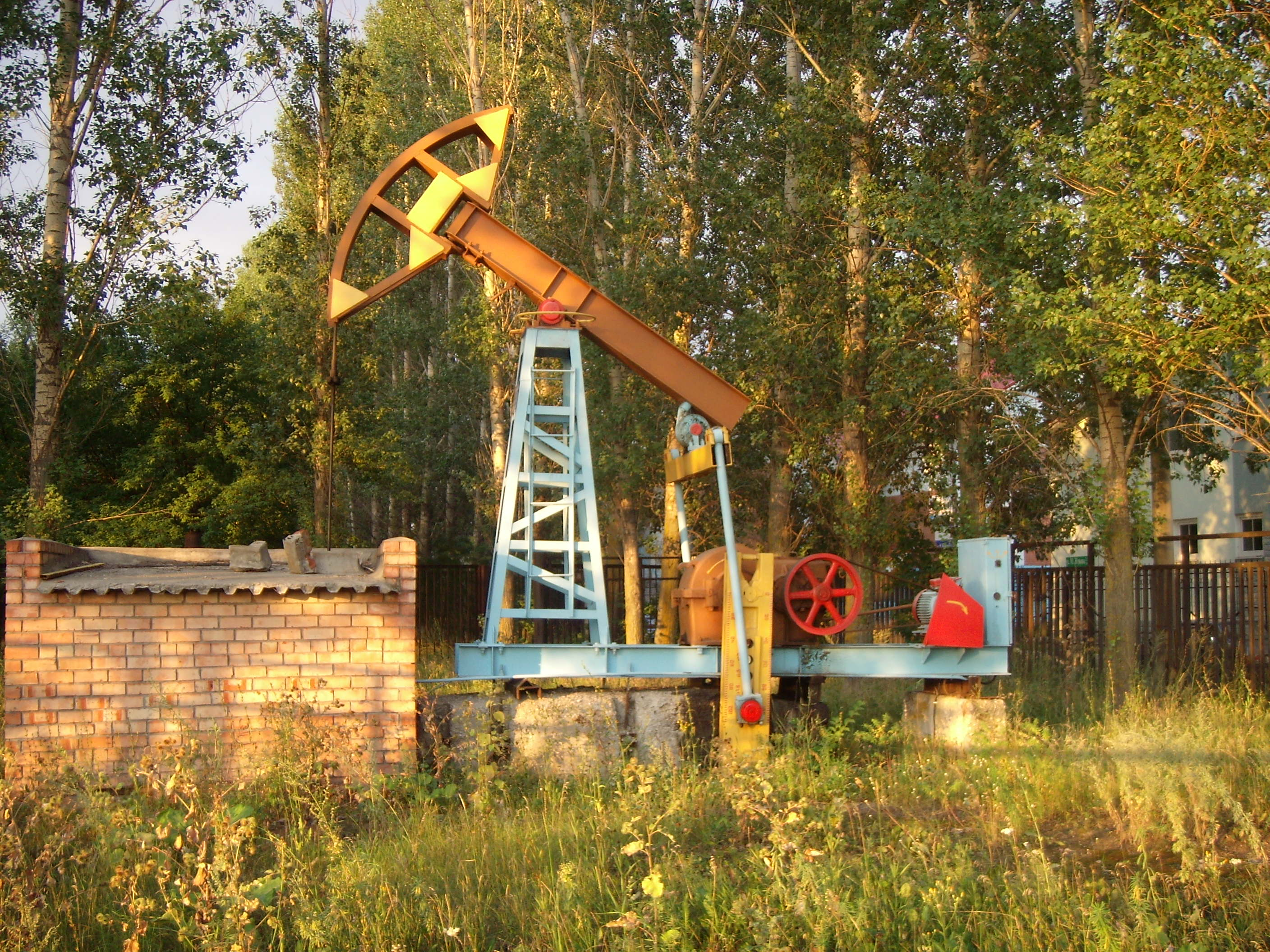
Скважина сульфидной воды, Тольятти

На базе Серноводского минерального источника действует курортная зона Сергиевские минеральные воды.

## История
История Самарского края уходит в глубокую древность, об этом свидетельствуют открытия археологов. Уже в эпоху палеолита здесь появились стоянки первобытных людей. В период бронзы и железа количество поселений возрастает, население, наряду со скотоводством, занималось земледелием и ремесленным производством.
К эпохе верхнего палеолита относятся кремнёвые изделия (нуклеусы, ножевидные пластины, скребки), найденные на территории Самары в Постниковом овраге. Палеоантропологические находки на горе Маяк у села Сиделькино Челно-Вершинского района имеют возраст 11,55 тыс. лет. Также на горе Маяк имеются находки из слоёв эпохи мезолита. К неолиту относятся стоянки елшанской археологической культуры (Елшанка, Красный Яр, Сиделькино).
В позднем медном — раннем бронзовом веке (5300 — 4700 лет назад) под Самарой обитали представители ямной археологической культуры, которые были носителями Y-хромосомной гаплогруппы R1b.
Периодом между III и VII веками нашей эры датируются городища и селища именьковской культуры. По пришествии в Среднее Поволжье булгар, во второй половине VII века, памятники именьковцев исчезают. Считается, что часть именьковцев растворилась в булгарах, часть ушла на запад в междуречье Днепра и Дона, основав волынцевскую культуру и, смешавшись с существовавшими в этих местах с колочинской и пеньковской культурами, стали прародителями Киевской Руси.
В конце IX — начале X века Самарская Лука вошла в состав раннефеодального государства Волжская Булгария. В X веке на окраине этого государственного образования возник Муромский городок, игравший заметную роль в развитии ремёсел и торговых связей с кочевнической степью. Эти традиции были нарушены монгольским нашествием.
Первое историческое упоминание о местности, на которой позже возникла Самара относится к 1357 году, когда митрополит Московский Алексий (Бяконт) на пути из Орды посетил, жившего близ устья реки Самары благочестивого пустынника и, взирая на счастливое местоположение окрестностей, предрёк существование большого города.
Упоминание поселений возле Самарской Луки, в том числе пристани у места впадения реки Самара в Волгу в русских летописях приходится на 1361 год, а поселение-пристань Samar впервые было отмечено на карте венецианских купцов Пицигано в 1367 году.
Самара была основана в 1586 году по указу царя Фёдора Иоанновича как крепость с целью защиты судоходства на участке реки протекавшей рядом с городом, и для охраны границ. Руководителем строительства был назначен воевода — князь Г. О. Засекин.
В XVII—XVIII веках Самарский край оказался в эпицентре двух крестьянских восстаний. В 1670 году Самара была захвачена войсками Степана Разина, а в 1773 году открыла ворота перед войском Емельяна Пугачёва.
Территория нынешней Самарской области вошла в состав России в середине XVI века, после присоединения Казанского и Астраханского ханств к Московскому царству. В XVII—XVIII веках территория Среднего Поволжья заселялась переселенцами из других районов страны и иностранцами (в частности, поволжскими немцами). В 1688 году Самара получила статус уездного города. С середины XIX века территория испытывала экономический подъём, Самара становится одним из важных центров внутрироссийского рынка зерна, что привело к развитию торговли и промышленности в городе. 6 декабря 1850 года император Николай I издал Указ Правительствующему Сенату о создании с 1 января 1851 года Самарской губернии, центром которой стала Самара с населением в 20 тыс. человек. С 1851 года Самара — центр одноимённой губернии. По данным на 1856 год городское население составляло — 3,19 %, сельское — 96,81 %.
После падения крепостного права социально-экономическое развитие края ускорилось. Рост торговли и промышленности был связан со строительством железных дорог и развитием волжского речного транспорта, превращением Самары в крупный транспортный узел, связывающий центр страны с Сибирью и Средней Азией.
К концу XIX века в Самаре было 46 заводов и фабрик, где работало 2,5 тысячи постоянных рабочих. Самым приметным явлением архитектуры стал пивоваренный завод. В 1880 году через Волгу в районе Сызрани был построен и ныне действующий Александровский железнодорожный мост. В 1890 году — первая электростанция. В 1917 году в Самаре уже действовало 90 промышленных предприятий, механическая хлебопекарня, элеватор ёмкостью 3,5 млн пудов зерна. Население Самары достигло 150 тысяч человек.
В ходе Русской революции и Гражданской войны на территории Самарской губернии проходили бурные события, связанные со сменой власти. После провозглашения 25 октября (по ст. стилю) советской власти в Самаре, в июне 1918 года последовал мятеж Чехословацкого корпуса, а 8 июня, опираясь на поддержку чехословаков, частью членов Учредительного собрания в Самаре было сформировано Временное правительство КОМУЧа, просуществовавшее до 6 октября, когда в Самаре была восстановлена советская власть. В числе других событий можно назвать рейды оренбургских и уральских казаков по югу губернии, разворачиванием фронта борьбы с силами А. В. Колчака. Разные стороны принимали и народные движения Самарской губернии. Если рабочие промышленных центров и часть крестьянства поддержали советскую власть, то население некоторых сёл восставало против большевистской политики военного коммунизма (Чапанная война).
В 1928 году в связи с административно-территориальным реформированием Самара стала центром Средневолжского края. В 1935 году Самара была переименована в Куйбышев (и носила это название до 1990 года), а Средневолжский край — в Куйбышевский край. К 1936 году произошло расформирование Куйбышевского края, из которого вышли Оренбургская, Пензенская области и Мордовская АССР. В 1943 году из состава Куйбышевской области была выделена Ульяновская область. С этого момента Куйбышевская область сформировалась в нынешних[когда?] границах Самарской области.
Индустриализация первых пятилеток не обошла стороной Куйбышевскую область — в городе Чапаевск на базе дореволюционного военного завода началось создание группы предприятий, производивших взрывчатые и отравляющие вещества и боеприпасы, в области появился ряд других оборонных предприятий. В конце 1930-х годов силами заключённых ГУЛАГа началось сооружение Куйбышевского гидроузла, которое было прекращено в связи с обнаружением куйбышевских месторождений нефти.
В годы Великой Отечественной войны область стала одним из центров оборонной промышленности страны — в 1941 году был запущен нефтеперерабатывающий завод в Сызрани, обеспечивавший армию горючим, в Куйбышев из Москвы и Воронежа были эвакуированы авиационные заводы, наладившие выпуск штурмовиков «Ил-2». В 1942 через Сызрань прошла т. н. Волжская рокада — железная дорога, использовавшаяся для снабжения советских войск в ходе Сталинградской битвы. В 1941—1943 в Куйбышеве размещались дипломатические миссии иностранных государств, в 1941 году существовали планы переноса столицы СССР в Куйбышев в случае захвата немецкими войсками Москвы.
В 1950—1960-х годах область была одним из ведущих центров нефтедобычи в СССР, в 1945—1951 для переработки нефти были построены Куйбышевский и Новокуйбышевский НПЗ. Параллельно было возобновлено строительство Жигулёвской ГЭС, которая была запущена в 1955 году. В связи со строительством ГЭС был затоплен город Ставрополь, и отстроен на новом месте, позднее он получил имя — Тольятти. В дальнейшем созданная во время сооружения ГЭС строительная база использовалась для создания в Тольятти серии других промышленных предприятий — завода минеральных удобрений «КуйбышевАзот», завода синтетического каучука «Тольяттикаучук» (1964—1966), Волжского автозавода (1970), а также крупнейшего в стране и мире производителя аммиака комбината «ТольяттиАзот» (1979).
В областном центре в эти же годы было расширено авиационное производство и начат на Куйбышевском авиационном заводе выпуск самого массового советского пассажирского среднемагистрального самолёта Ту-154, выполнялись заказы в рамках советской ракетно-космической программы («ЦСКБ-Прогресс»). Резко выросшая потребность в квалифицированном инженерном персонале привела к развитию в области высшего образования, в основном технического профиля. В то же время бурный рост промышленности и приток большого числа молодого населения из других регионов страны (в 1939—1990 гг. население области выросло более чем вдвое) создал большую нагрузку на социальную инфраструктуру, которая развивалась намного медленнее. Например, население Самары уже в конце 1960-х годов превысило 1 млн жителей и по советским стандартам город получил право претендовать на метро; Самарский метрополитен был открыт в 1987 году (решение о строительстве было принято в 1978 году). В Тольятти, население которого в конце 1980-х превышало 600 тыс. жителей, высшее образование было представлено только Политехническим институтом, хотя промышленное развитие города к этому времени фактически закончилось.
30 сентября 1958 года Куйбышевская область награждена орденом Ленина за успехи в развитии сельского хозяйства. 26 ноября 1970 года награждена вторым орденом за большие успехи в выполнении пятилетнего плана по развитию народного хозяйства, отраслей машиностроения, химической и нефтехимической промышленности.
В 1991 году городу и области были возвращены исторические названия — Самара и Самарская область.
В постсоветский период Самарская область благодаря накопленному экономическому потенциалу и сформировавшимся местным элитам стала одним из экономических и политических субцентров страны, в крупнейших городах области (Самаре и Тольятти) начала активно развиваться сфера услуг. С середины 2000-х годов уровень экономической и политической самостоятельности региона сильно сократился.

## Население
Численность населения области по данным Росстата составляет 3 112 566 чел. (2025). Плотность населения 58,11 чел./км2 (2025). Городское население  
80,92 % или 2 518 546 чел. (2022).
Соотношение между мужчинами и женщинами в общей численности населения Самарской области в 2014—2016 г.г. составляло 45,7 и 54,3, соответственно.
По численности населения область занимает 2-е место в Поволжье и 12-е в России (июль 2010). По плотности населения — это 10-й регион в России (без учёта Москвы и Санкт-Петербурга), а по уровню урбанизации — 11-е место (без учёта автономных округов). По этим двум показателям область лидирует в Поволжье.
Положительный миграционный прирост остаётся единственным элементом, частично замещающим естественную убыль населения. Он формируется за счёт межрегиональной миграции внутри России и миграции со странами ближнего зарубежья. Значительная часть (46,5 %) миграционного прироста между областью и странами СНГ и Балтии приходится на Казахстан (290 человек) и Узбекистан (627 человек).
Пика количества населения область достигла в 1996 году, численность населения тогда составила 3 306 798, суммарный прирост населения на период с 1990 года до 1996 года составил 70 428 человек. За период депопуляции с 1997-го до 2010 года суммарная убыль населения составила 135 564 человек. В 2008—2010 депопуляция продолжилась, но заметно снизились её темпы.
До 80 % населения проживает в зоне третьей по численности в России Самарско-Тольяттинской агломерации или более 2.5 млн чел.
В 2013 году в Самарской области родилось 40057 человек (на 674 чел. больше, чем в 2012 году), умерло 46246 человек (на 1516 чел. больше, чем в 2012 году). Таким образом, рождаемость в 2013 году по сравнению с предыдущим годом выросла на 1,71 %, смертность увеличилась на 3,39 %. Естественная убыль населения составила 6189 человек.
В январе-ноябре 2014 года в Самарской области родилось 37085 человек (на 666 чел. больше, чем в январе-ноябре 2013 года), умерло 41841 человек (на 442 человека меньше, чем в январе-ноябре 2013 года). Рождаемость за январь-ноябрь 2014 года по сравнению с таким же периодом 2013 года выросла на 1,8 %, смертность снизилась на 1,0 %. Естественная убыль населения составила 4756 человек (в январе-ноябре 2013 года — 5844 человека).
В 2017 году количество родившихся снизилось на 14 % по сравнению с 2016 годом и составило 34,5 тыс. детей, количество умерших — на 1,5 % (43,7 тыс. человек). В результате естественная убыль составила 9,2 тыс. человек (в 2016 году — 4,3 тыс. человек).
За январь — ноябрь 2018 года численность населения уменьшилось на 8,7 тыс. человек. Число родившихся по сравнением с тем же периодом 2017 года сократилось на 3,8 %, а число умерших на 2,0 %.
В 2018 году в Самарской области родилось 30523 человек (на 1199 человек меньше, чем в 2017 году), умерло 39395 человек (на 795 человек меньше, чем в 2017 году). Естественная убыль населения составила 8872 человека. Сокращение населения в 2018 году, наблюдалась в большинстве территорий Самарской области.
В 2020 году Самарская область оказалась на 6 месте среди всех регионов РФ по темпам прироста смертности. В 2020 году смертность выросла на 25 % относительно 2019 года — то есть умерло на четверть больше людей, чем ожидалось. По данным Росстата, в 2019 году смертность в Самарской области составила 13,3 чел. на 1 тыс. населения, а в 2020 году — 16,6 человек, или 124,8 % от прошлогоднего результата.
Всего в 2020 году скончались 52 728 жителей Самарской области, в то время как в 2019 году — только 42 132 человека.

### Национальный состав
По данным переписи населения 2010 года, тысяч человек:
| Народ                     | 2010                | 2020               |
| ------------------------- | ------------------- | ------------------ |
| Русские                   | 2 645 124 \| 85,6 % | 2 659 734 (89,61%) |
| Татары                    | 126 124 \| 4,1 %    | 94 452 (3,18%)     |
| Чуваши                    | 84 105 \| 2,7 %     | 46 222 (1,56%)     |
| Мордва                    | 65 447 \| 2,1 %     | 29 659 (1%)        |
| Украинцы                  | 42 169 \| 1,4 %     | 14 292 (0,4%)      |
| Армяне                    | 22 981 \| 0,7 %     | 19 732 (0,66%)     |
| Казахи                    | 15 602 \| 0,5 %     | 15 058 (0,51%)     |
| Азербайджанцы             | 14 093 \| 0,4 %     | 10 596 (0,36%)     |
| Узбеки                    | 11 242 \| 0,3 %     | 13 048 (0,44%)     |
| Белорусы                  | 9231 \| 0,3 %       | 3054 (0,1%)        |
| Башкиры                   | 7290                | 5254 (0,18%)       |
| Таджики                   | 7195                | 12 844 (0,43%)     |
| Немцы                     | 6780                | 3059 (0,1%)        |
| Цыгане                    | 4875                | 3456 (0,12%)       |
| Евреи                     | 4418                | 2260 (0,08%)       |
| Марийцы                   | 2982                | 1286 (0,04%)       |
| Грузины                   | 2648                | 2301 (0,08%)       |
| Киргизы                   | 2105                | 2406 (0,08%)       |
| Молдаване                 | 1891                | 837 (0,03%)        |
| Корейцы                   | 1699                | 935 (0,03%)        |
| Удмурты                   | 1236                | 543 (0,02%)        |
| Лезгины                   | 1190                | 634 (0,02%)        |
| Другие > 1000             | 11 414              | 22 731             |
| Всего                     | 3 091 841 \| 100%   | 2 968 040 (100%)   |
| Не указана национальность | 123 691             | 204 885            |
| Отказ от ответа из них    | 18 161              |                    |

## Власть и политика
Основной закон области — Устав Самарской области. Принят Самарской губернской думой 5 декабря 2006 года, в дальнейшем вносились поправки.
Законодательную власть осуществляет Самарская губернская дума; исполнительную власть — губернатор Самарской области, правительство, министерства; судебную власть — федеральные суды и мировые судьи.

### Законодательная власть

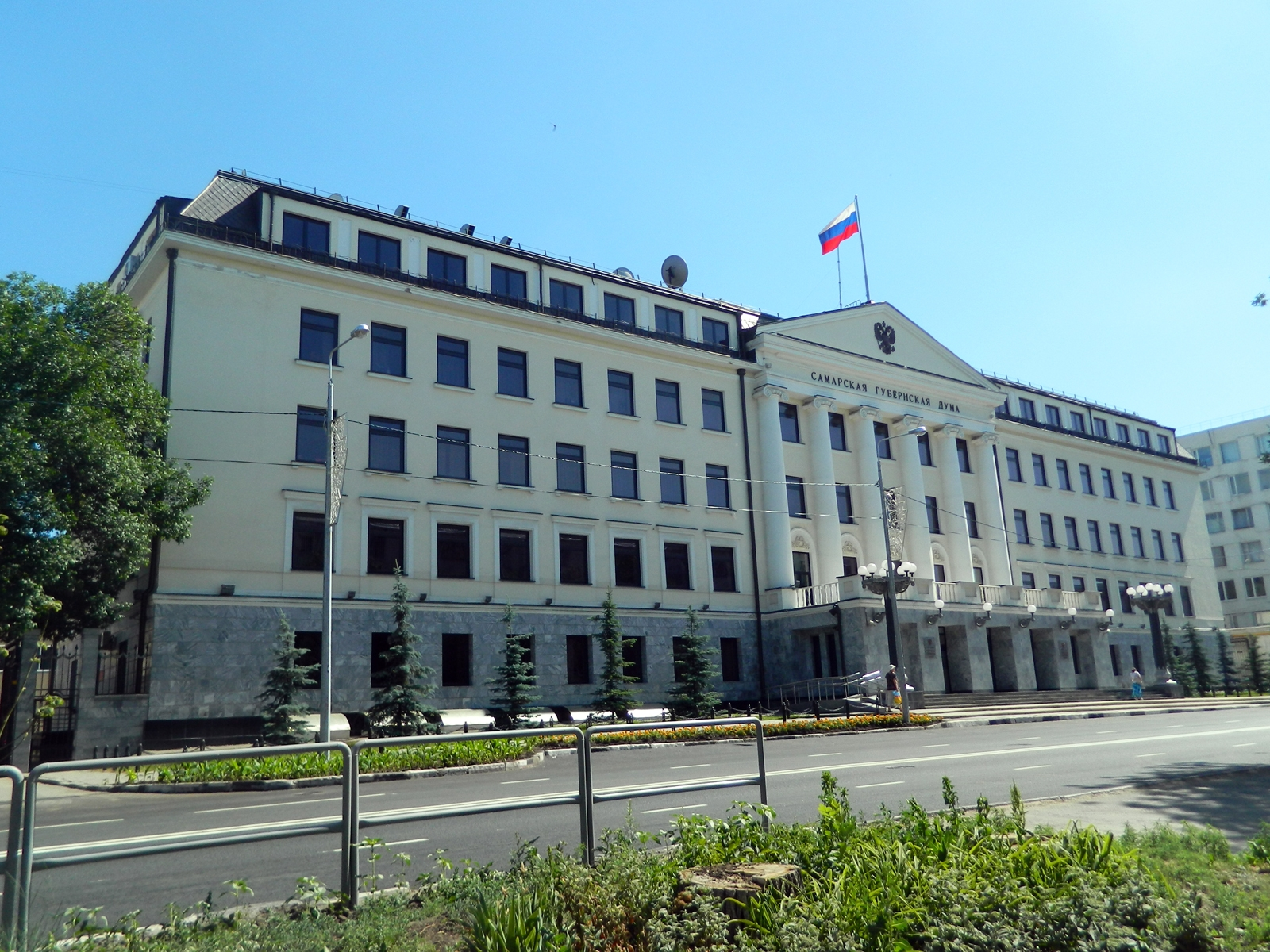
Здание Самарской губернской думы в Самаре.

Самарская губернская дума — постоянно действующий представительный и единственный законодательный орган государственной власти Самарской области. Состоит из 50 депутатов, избираемых жителями области на основе всеобщего равного и прямого избирательного права при тайном голосовании на срок пять лет. Выборы проводятся по смешанной избирательной системе: 25 депутатов — по спискам партий (пропорциональная система) с избирательным барьером, 25 — по одномандатным округам (мажоритарная система) .
Действующий 7 созыв избран в сентябре 2021 года до 2026 года. Все 50 депутатов избраны от партий: 36 от «Единой России», 10 от КПРФ, 2 от «Справедливой России — За правду», 1 от ЛДПР, 1 от «Новых людей». Председателем думы избран Геннадий Котельников («Единая Россия»).
Представителем Самарской губернской думы в Совете Федерации до 2026 года избран Андрей Кислов («Единая Россия»).

### Исполнительная власть

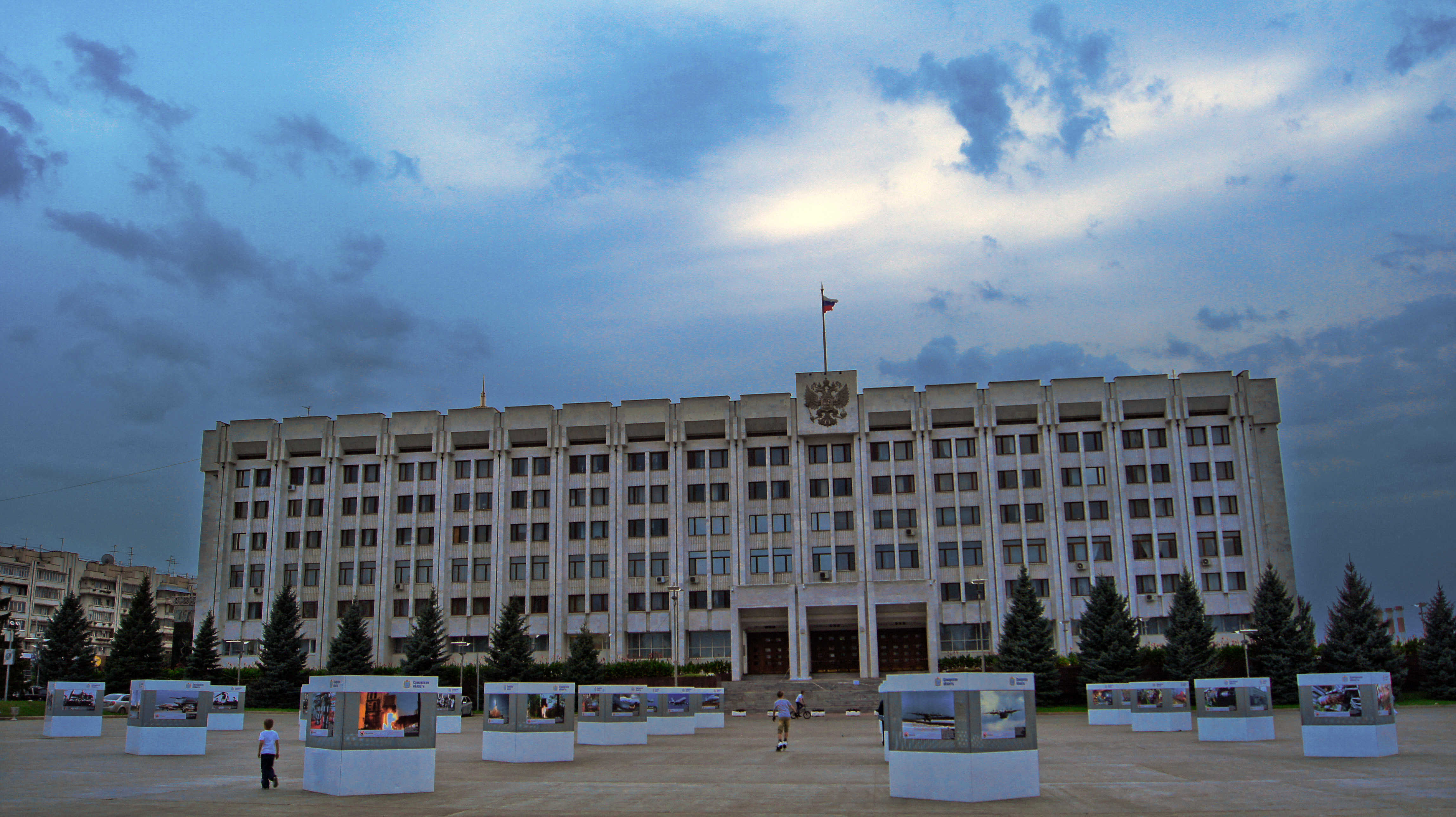
Здание правительства и администрации губернатора в Самаре на Площади Славы.

Высшее должностное лицо Самарской области — губернатор Самарской области. Губернатор формирует правительство Самарской области, назначает вице-губернаторов по согласованию с Самарской губернской думой, формирует администрацию губернатора. С 2012 года избирается жителями области на основе всеобщего равного и прямого избирательного права при тайном голосовании. Срок полномочий 5 лет. С июня 2022 года снят запрет занимать должность более двух сроков подряд.
С сентября 2017 года должность занимает Дмитрий Азаров. С 25 сентября 2017 года назначен президентом В. В. Путиным врио после досрочной отставки Николая Меркушкина, а 9 сентября 2018 года на досрочных выборах избран от партии «Единая Россия». 31 мая 2024 года Дмитрий Азаров заявил об уходе в отставку с поста губернатора Самарской области. 31 мая 2024 года В. В. Путиным был назначен врио губернатора Самарской области Федорищев Вячеслав Андреевич. Представителем в Совете Федерации правительства Самарской области до 2023 года назначен Фарит Мухаметшин.
Правительство Самарской области возглавляет первый вице-губернатор, назначаемый губернатором. Он организует его работу и реализацию основных направлений деятельности, определённых губернатором. С сентября 2019 года должность занимает Виктор Кудряшов.

### Судебная власть

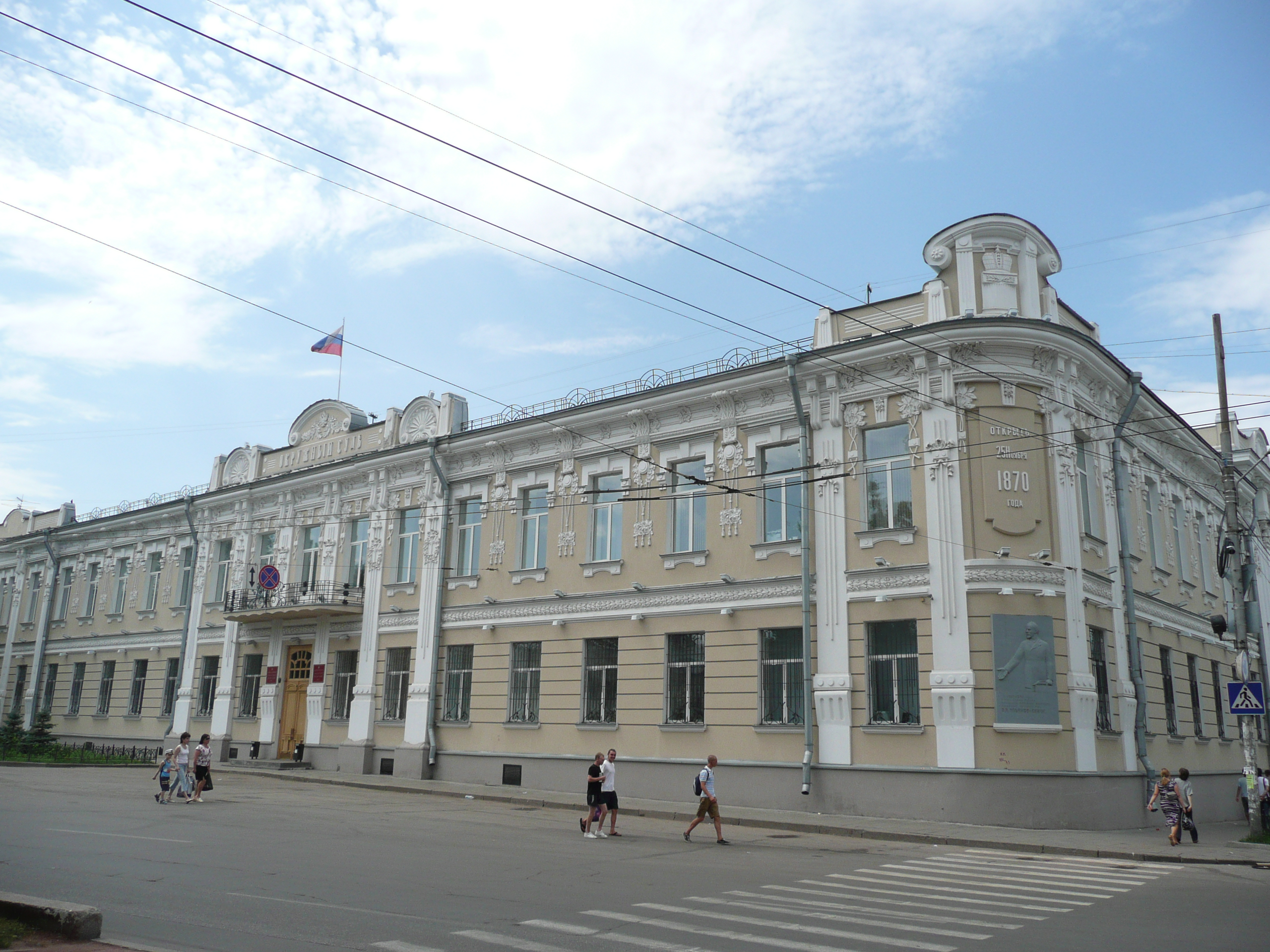
Здание Самарского областного суда в Самаре на ул. Куйбышева.

Судебная власть осуществляют федеральные суды и мировые судьи Самарской области. В Самаре находятся: Самарский областной суд, Арбитражный суд Самарской области, Одиннадцатый арбитражный апелляционный суд, Самарский гарнизонный военный суд, Шестой кассационный суд общей юрисдикции.

## Административно-территориальное деление
Административно-территориальное устройство

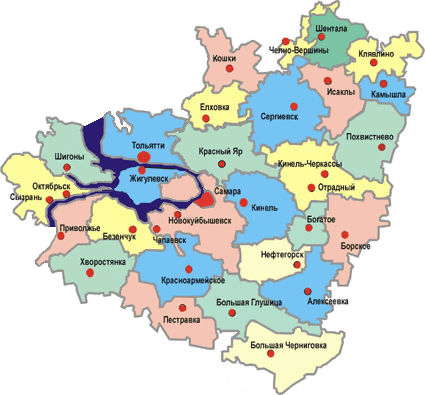
Административная карта Самарской области

Согласно Уставу Самарской области, субъект РФ делится на следующие административно-территориальные единицы:
- 10 городов областного значения
- 27 районов

Муниципальное устройство
В рамках муниципального устройства, в границах административно-территориальных единиц области, регион включает соответственно следующие муниципальные образования по состоянию на 1 января 2016 года:
- 10 городских округов
- 27 муниципальных районов, в том числе:
  - 12 городских поселений и
  - 284 сельских поселений.

Города областного значения (городские округа) области:
1. Самара
2. Жигулёвск
3. Кинель
4. Новокуйбышевск
5. Октябрьск
6. Отрадный
7. Похвистнево
8. Сызрань
9. Тольятти
10. Чапаевск

| Городской округ | Площадь (кв. км) | Население (человек) | Плотность населения (чел. на 1 км²) |
| --------------- | ---------------- | ------------------- | ----------------------------------- |
| Самара          | 541,94           | 1 163 440           | 2146,8                              |
| Тольятти        | 284,33           | 707 408             | 2488,0                              |
| Сызрань         | 136,18           | 172 070             | 1263,5                              |
| Новокуйбышевск  | 263,25           | 104 279             | 396,1                               |
| Чапаевск        | 200,50           | 72 778              | 363,0                               |
| Кинель          | 108,76           | 58 239              | 535,5                               |
| Жигулёвск       | 94,15            | 57 687              | 612,7                               |
| Отрадный        | 53,51            | 47 180              | 881,7                               |
| Похвистнево     | 64,77            | 29 203              | 450,9                               |
| Октябрьск       | 22,92            | 26 438              | 1153,5                              |

Районы (муниципальные районы) области:
1. Алексеевский район
2. Безенчукский район
3. Богатовский район
4. Большеглушицкий район
5. Большечерниговский район
6. Борский район
7. Волжский район
8. Елховский район
9. Исаклинский район
10. Камышлинский район
11. Кинель-Черкасский район
12. Кинельский район
13. Клявлинский район
14. Кошкинский район
15. Красноармейский район
16. Красноярский район
17. Нефтегорский район
18. Пестравский район
19. Похвистневский район
20. Приволжский район
21. Сергиевский район
22. Ставропольский район
23. Сызранский район
24. Хворостянский район
25. Челно-Вершинский район
26. Шенталинский район
27. Шигонский район

Населённые пункты
Населённые пункты с численностью населения более 10 тысяч человек
| Самара         | ↘1 154 223 |
| Тольятти       | ↘662 683   |
| Сызрань        | ↘159 587   |
| Новокуйбышевск | ↘95 862    |
| Чапаевск       | ↘70 228    |
| Жигулёвск      | ↘48 564    |

| Отрадный    | ↘46 984 |
| Кинель      | ↘36 358 |
| Похвистнево | ↘27 333 |
| Октябрьск   | ↘20 703 |
| Безенчук    | ↘20 516 |
| Нефтегорск  | ↘17 717 |

| Кинель-Черкассы | ↘16 658 |
| Суходол         | ↘13 348 |
| Алексеевка      | ↘10 877 |
| Усть-Кинельский | ↘10 547 |

## Экономика
За 2018 год предприятиями и организациями всех форм собственности, а также населением за счёт собственных и заёмных средств, введено в эксплуатацию 1782,2 тыс. кв. метров общей площади жилых домов, или 99,75 к соответствующему периоду прошлого года. Индивидуальными застройщиками построено 769,5 тыс. кв. метров общей площади жилых домов, или 43,2 от общего объёма жилья, введённого в 2018 году.
За 2018 год оборот организаций Самарской области превысил показатель за 2017 год на 11 % и составил 3381 млрд рублей.
| Отрасль                                                         | 2011 | 2013 | 2014 | 2016 | 2018 в% к 2017 |
| --------------------------------------------------------------- | ---- | ---- | ---- | ---- | -------------- |
| Добыча полезных ископаемых                                      | 14.0 | 14.4 | 15.3 | 14.5 | 136,8          |
| Обрабатывающие производства                                     | 25.5 | 23.1 | 23.5 | 24   | 111,1          |
| Производство и распределение энергии, газа и воды               | 5.1  | 4.6  | 3.9  | 4    | 106,7          |
| Сельское хозяйство                                              | 4.2  | 4.2  | 5.6  | 4.9  | 115,5          |
| Строительство                                                   | 5.6  | 6.5  | 7    | 7.6  | 94,1           |
| Торговля                                                        | 11.7 | 11.3 | 10.6 | 11.8 | 109,2          |
| Транспорт и связь                                               | 11.3 | 10.7 | 8.4  | 8.2  | 110,5          |
| Операции с недвижимым имуществом, аренда и предоставление услуг | 9.7  | 11.0 | 12.4 | 10.9 | 98,0           |
| Образование                                                     | 2.9  | 3.2  | 3.1  | 3.2  | 105,5          |
| Здравоохранение                                                 | 3.5  | 3.9  | 3.7  | 3.8  | 118,3          |
| Другие                                                          | 6.5  | 7.1  | 6.5  | 7.1  | 87,0           |

Внешнеэкономические связи:
Внешнеторговый оборот в январе-ноябре 2018 года составил 6,8 млрд долларов США, или 115 % к уровню соответствующего периода прошлого года, в том числе экспорт — 4,5 млрд долларов (115 %), импорт — 2,2 млрд долларов (108 %).
Экспорт в страны дальнего зарубежья в 2018 году составил 69 % от общего объёма экспорта, в странны СНГ — 31 %; импорт — 90 % и 10 % соответственно.
Сальдо торгового баланса положительное — 2,3 млрд долл. США.
Экспорт и импорт важнейших товаров:
|                                                | Январь-октябрь 2018 тыс.тонн | в% к январю-октябрю 2017 |
| ---------------------------------------------- | ---------------------------- | ------------------------ |
| Экспорт                                        |                              |                          |
| Нефть сырая и нефтепродукты сырые              | 98,7                         | 59,8                     |
| Нефтепродукты                                  | 1860,1                       | 65,0                     |
| Аммиак безводный                               | 2055,7                       | в 1,8 р.                 |
| Удобрения минеральные, или химические, азотные | 675,6                        | 95,0                     |
| Каучук синтетический                           | 98,4                         | 105,9                    |
| Чёрные металлы                                 | 228,3                        | 92,2                     |
| Алюминий необработанный                        | 1,9                          | 13,2                     |
| Автомобили легковые, штук                      | 17304                        | в 1,5 р.                 |
| Импорт                                         |                              |                          |
| Какао-бобы                                     | 12,6                         | 95,5                     |
| Чёрные металлы                                 | 79,8                         | в 1.6 р.                 |
| Оборудование и механические приспособления     | 43,2                         | 112,5                    |
| Электрические машины и оборудование            | 23,0                         | 111,1                    |

### Исполнение консолидированного бюджета Самарской области[56]
|                 |           | 2017      |                     |           | 2018      |                     |
|                 | Доходы    | Расходы   | Профицит Дефицит(-) | Доходы    | Расходы   | Профицит Дефицит(-) |
| январь — ноябрь | 162 928,7 | 149 967,7 | 12 961,0            | 175 665,1 | 152 728,1 | 22 937,0            |

### Кредитные рейтинги
В 2016 году рейтинговое агентство АКРА присвоило области кредитные рейтинг A(RU), в 2017 году подняло его до A+(RU) (подтверждён в том же году), в 2018 до AA-(RU) (подтверждён в том же году), в 2019 - до AA(RU). На этом уровне рейтинг стабильно подтверждается дважды в год (2019-2025).

### Промышленность
Промышленность представлена почти 400 крупными и средними предприятиями и более 4 тыс. малых. Среди них представлены автомобилестроение, авиастроение, оборонно-промышленный комплекс, электротехника, цветная металлургия, машиностроение для нефтяной и газовой промышленности. Самара также носит неофициальное название «космической столицы» России: на территории области сосредоточены крупнейшие предприятия отрасли, такие как РКЦ «Прогресс», ПАО «Кузнецов» и др.
В Самарской области производятся автомобили марок «Жигули» и «Lada». 70 % всех российских легковых автомобилей выпускает концерн «АвтоВАЗ», расположенный в Тольятти.
В Самаре расположен завод Авиакор (Куйбышевский авиационный завод), который производит военные и гражданские самолёты Ил и Ту. С произведённого в Куйбышеве бомбардировщика Ту-4 в 1954 году была сброшена атомная бомба на полигоне в Семипалатинске.
На базе авиационной промышленности на территории Самарской области с 1950-х годов ведётся производство межконтинентальных баллистических ракет и, позже, космических ракет-носителей. Часть деталей для первого космического корабля Восток была изготовлена на самарском предприятии Прогресс.
В Самарской области располагается также крупнейший в мире завод по производству аммиака «ТольяттиАзот».
Добыча нефти в Самарской области ведётся с 1936 года и губерния является крупным нефтяным регионом, с развитой нефтедобывающей и нефтеперерабатывающей промышленностью. Нефтехимическая промышленность представлена предприятием Куйбышевнефтеоргсинтез, на базе которого была создана нефтяная компания ЮКОС (1993—2007). Впоследствии самарские нефтезаводы (Куйбышевский нефтеперерабатывающий завод, Новокуйбышевский нефтеперерабатывающий завод, Самаранефтегаз, Сызранский нефтеперерабатывающий завод) перешли под контроль Роснефти. Самарские предприятия производят 12,3 % российского бензина.
Коэффициент специализации (душевого производства) по объёму промышленной продукции 1,9 — второй после Якутии среди регионов России (без авт. округов), по розничному товарообороту — 1,6 (2-е место после Москвы). По видам промышленной продукции наилучшие среднедушевые коэффициенты по выпуску легковых автомобилей — 34 (второе место среди всех учитываемых видов промышленной продукции по регионам России), аммиак синтетический — 10, первичная переработка нефти — 4,2, кирпич строительный — 1,8.
Ведущие предприятия топливно-энергетического комплекса Самарской области: Волжская ГЭС в г. Жигулёвске (2300 тыс. кВт), крупнейшие тепловые электростанции — Новокуйбышевская и Тольяттинская ТЭЦ (по 250 тыс. кВт каждая). В Самаре находится штаб-квартира «Волжской территориальной генерирующей компании», куда входят все тепловые электростанции области.
Индекс промышленного производства в 2018 году по сравнению с 2017 годом составил 100,1 %.
На октябрь-декабрь 2018 года численность рабочей силы составила 1733,9 тыс. человек, или 64,6 % от общей численности населения Самарской области (возраст 15 лет и старше).
В ноябре 2018 года среднесписочная численность работников организаций области составила 1017,4 тыс. человек.
На конец декабря 2018 года в органах службы занятости населения состояли на учёте 15,4 тыс. граждан, из них 14,4 тыс. имели статус безработного, уровень зарегистрированной безработицы составил 0,84 % от численности рабочей силы.

### Энергетика
По состоянию на начало 2020 года, на территории Самарской области эксплуатировались 15 электростанций общей мощностью 5925,8 МВт, в том числе две гидроэлектростанции, одна солнечная электростанция и двенадцать тепловых электростанций. В 2019 году они произвели 22 005,8 млн кВт·ч электроэнергии.

### Сельское хозяйство
Численность сельского населения Самарской области на 1.01.2020 года составляет 642 тысячи человек или 20 % населения области.
По природно-климатическим условиям Самарская область относится к Средневолжскому (7) региону наряду с Пензенской и Ульяновской областями, Республиками Татарстан и Мордовия.
Выпуск продукции сельского хозяйства в 2022 году составил 205,0 млрд рублей (119,0% к 2021 году).
Растениеводство специализируется на выращивании пшеницы, ячменя, проса, гречихи, подсолнечника, овощей и картофеля. Животноводство представлено разведением КРС мясо-молочного направления, свиноводством, птицеводством.
Животноводство
На 1 января 2023 года поголовье крупного рогатого скота составило 210,4 тыс. голов, в том числе коров – 98,8 тыс. голов, свиней – 82,4 тыс. голов, овец и коз – 152,4 тыс. голов.
За 2022 год произведено в хозяйствах всех категорий скот и птица на убой (в живом весе) 134,9 тыс. тонн (+3,1%), молока 453,2 тыс. тонн (-0,5%), яйца 117,1 млн штук (+7,7%).
На 1 января 2019 года поголовье крупного рогатого скота составило 228,5 тыс. голов, в том числе коров — 102,4 тыс. голов, свиней — 180,6 тыс. голов, овец и коз — 148,6 тыс. голов.
Растениеводство
В 2022 году валовый сбор зерновых и зернобобовых культур (в весе после доработки) составил 3575,5 тыс. тонн (рост в 1,8 раза), при урожайности 32,0 ц/га (рост в 1,8 раза). Валовый сбор подсолнечника 825,2 тыс. тонн (-17,2%), при урожайности 15,5 ц/га (+13,9%), валовый сбор картофеля 245,4 тыс. тонн (-0,1%), при урожайности 160,9 ц/га (+3,1%).
В 2020 году валовой сбор зерновых и зернобобовых культур 2 млн 913,7 тыс. тонн в бункерном весе (+1 млн 150,4 тыс. тонн к 2019), средняя урожайность составила 26,3 ц/га (+9,2 ц/га). В частности, намолочено 1 млн 945,4 тыс. тонн пшеницы (+990,7 тыс. т), 564,9 тыс. т ячменя (+127,8 тыс. т), 153,9 тыс. т кукурузы (+45,3 тыс. т).
Самарская область находится на последнем месте в России по урожайности подсолнечника — лишь 13,77 ц/га, при средней урожайности по России 17,4 ц/га, а в регионах-лидерах более 30 ц/га. При этом площадь, занятая подсолнечником, в 2020 году составила 680 тысяч гектаров, а подсолнечника собрано лишь 880 тысяч тонн.
Если правильно подобрать сорт любой сельскохозяйственной культуры, рост урожайности может составлять до 200%. Поэтому большое значение играет селекция. Для возделывания в Самарской области рекомендован сорт высококачественной яровой твёрдой пшеницы «Таганрог», разработанный совместно с итальянскими селекционерами.
| тыс. гектар | 3166 | 2678,5 | 2414,8 | 1968,5 | 1874,2 | 1834 | 2016,7 | 2127,9 |

### Транспорт
Лидер по грузообороту — трубопроводный, по пассажирообороту — автомобильный.
Автомобильные дороги
В таблице указаны крупнейшие автодороги области и их характеристики
| Индекс автодороги | Наименование                            | Значение                | Длина на территории области (км) | Расчётная интенсивность движения (авт./сутки) |
| ----------------- | --------------------------------------- | ----------------------- | -------------------------------- | --------------------------------------------- |
| E 30—М5           | Москва—Самара—Челябинск                 | федеральная магистраль  | 351                              | 19 000                                        |
| М5                | Ульяновск — Сызрань                     | федеральная дорога      | 132,5                            | 4800                                          |
| М5                | Самара—Оренбург                         | федеральная дорога      | 135,7                            | 5500                                          |
| E 121—А300        | Самара — Большая Черниговка — Казахстан | федеральная дорога      | 186                              | 7000                                          |
| Р138              | Пугачёв — Перелюб — Казахстан           | федеральная дорога      | 140                              | 9000                                          |
| Р228              | Сызрань — Волгоград                     | федеральная дорога      | 23                               | 2500                                          |
| Р226              | Самара — Волжский                       | межмуниципальная дорога | 96                               | 6000                                          |
| 36Р-170           | Самара — Ульяновск                      | межмуниципальная дорога | 74,2                             | 3700                                          |
| Р225              | Самара — Бугуруслан                     | межмуниципальная дорога | 144                              | 8000                                          |
|                   | Восточная обводная г. Самары            |                         | 80                               | 12 000                                        |
| Р227              | Сызрань — Шигоны — Усолье               | межмуниципальная дорога | 63,4                             | 2000                                          |
| А-235-Б-45        | Пугачёв — Самара                        | межрегиональная дорога  | 96                               | 6000                                          |

Конфигурация дорожной сети проектировалась и строилась в основном в 1960—1980-х годах и имеет характерную для той эпохи ярко выраженную радиальную структуру. Подобная структура в современных условиях недостаточно эффективна из-за увеличения протяжённости маршрутов движения и концентрации транспортных потоков на радиальных направлениях и перегрузки в районах крупных транспортных узлов.
Специалистами разработано теоретическое обоснование строительства современных автодорог по оптимальным направлениям, но о планах осуществления подобного реформирования не известно.
Структура автомобильных перевозок в Самарской области для транспорта отраслей экономики и транспорта общего пользования составляет 79,6 % и 19,6 % соответственно. Отраслевой транспорт характеризуется малым расстоянием перевозок (по России в целом на 40 % меньше, чем автотранспортом общего пользования), однако его вклад в суммарный грузооборот существенно выше. По Самарской области этот показатель составляет 80 %.
По объёмам перевозок транспортом общего пользования Самарская область находится на третьем месте среди регионов Приволжского федерального округа, а по общему объёму — на четвёртом. В области начинается или заканчивается около 185 от общего объёма автомобильных внешнеторговых перевозок Приволжского федерального округа.
Пассажирский автомобильный транспорт осуществляет все виды перевозок: внутригородские, пригородные, междугородние, международные. Во всех городах области. а также в посёлке Безенчук осуществляется внутригородское сообщение. Хотя сохраняется тенденция к сокращению объёма пассажирских перевозок, Самарская область занимает третье место среди регионов округа по их объёму.
Железнодорожный транспорт

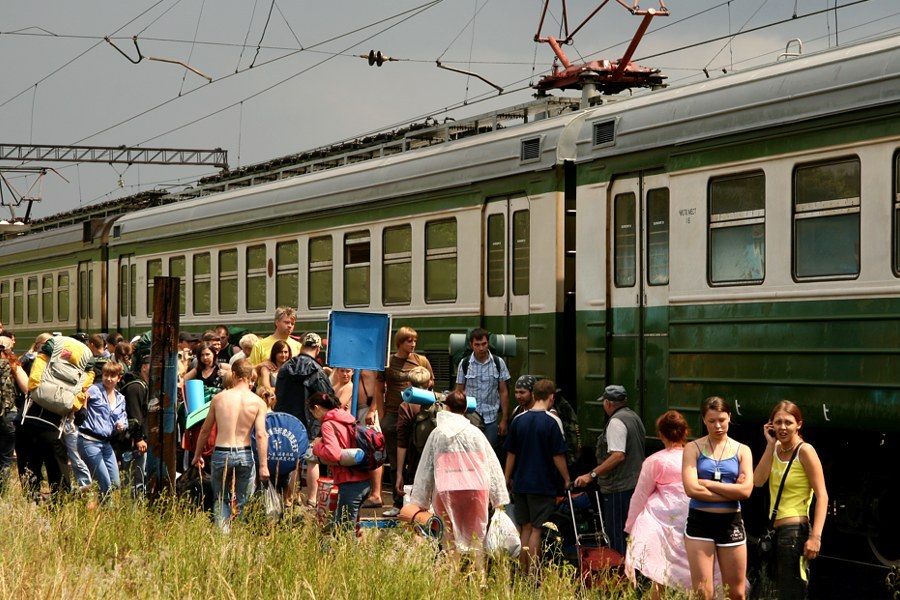
Туристы едут на Грушинский фестиваль

В Самарской области находятся железные дороги, принадлежащие ОАО «РЖД» и относящиеся к Куйбышевской железной дороге. В 2005 году протяжённость железнодорожных путей Самарской области составила 1378 км. По абсолютной длине это пятый показатель в Приволжском федеральном округе, а по густоте железнодорожных путей область в округе лидировала.
Потенциал годового грузооборота по Куйбышевской железной дороге составляет по Самарской области региону более 38 млн тонн. Наиболее загруженным участком дороги является участок Самара — Октябрьск. Однако в целом, провозные способности дороги используются не более чем на 50 %, только на отдельных участках загрузка доходит до 85 %.
На железной дороге в пределах Самарского региона объём отправления превышает прибытие. Грузооборот — 29 % от всех видов транспорта. По отправлению грузов преобладает северо-западное направление (Московский и Санкт-Петербургский регионы) — более 25 % (77 % составляют грузопотоки нефти и нефтепродуктов), затем идёт западное направление (Белгородский регион) — 5 % (76 % нефть и нефтепродукты), южное (Краснодарский край) — 6 % (85 % нефть и нефтепродукты). По прибытию грузов преобладает восточное направление (Челябинская область и Башкортостан) — около 18 %, затем следует южное: Казахстан (через Оренбургскую область) — 8 %. Местные перевозки составляют около 21 % от объёма.
По объёму отправленных грузов в 2005 году Самарская область занимала десятое место среди регионов России. По количеству перевезённых пассажиров область находилась на двенадцатом месте.
Водный транспорт
Общая протяжённость водных судоходных путей Самарской области составляет 685 км. Магистральное судоходство осуществляется по Волге, а местное судоходство по рекам Самара, Сок, Чапаевка, Кривуша, Уса, Безенчук.
Реки связывают Самарскую область с Москвой (канал им. Москвы), Западным Уралом (реки Кама, Белая), Европой (Дунай), Чёрным морем Волго-Донской канал), Балтийским и Белым морями (Волго-Балтийский водный путь, Беломорско-Балтийский канал). На долю речного транспорта приходится 6—7 % от общего объёма перевозок в регионе.
Располагаясь на стыке транспортных направлений «Запад-Восток» и «Север-Юг» Самарская область имеет развитую транспортную инфраструктуру, позволяющую не только перевозить грузы, но и организовывать мультимодальные перевозки. В регионе имеется 3 речных порта: ОАО «Самарский речной порт», ОАО «Порт Тольятти» и Сызранский речной порт — филиал ОАО «Самарский речной порт» с развитыми подъездными автомобильными и железнодорожными путями. Однако пропускные способности портов используются только на 25—30 %. К другим предприятиям водного транспорта относятся АО «Волжское нефтеналивное пароходство Волготанкер» и АО «Самарский судоремонтный завод», «Тольяттинская БТОФ» Волжского пароходства, ряд частных судоходных компаний.
Период навигации в регионе длится с апреля по декабрь, продолжительностью около 250 суток. Порты готовы к приёму всех типов речных судов и судов «река-море» с осадкой до 4 метров.
По объёму отправленных грузов внутренним водным транспортом общего пользования Самарская область занимает первое место в России. Основными грузами являются строительные материалы (песок, щебень), нефть, нефтепродукты, металл, зерно, минеральные и химические удобрения.
В области существует и обслуживается 23 пассажирских пристани (15 Самарским портом, 7 Тольяттинским, 1 Сызранским). Имеется 6 оборудованных причалов для приёма транзитного пассажирского флота: Винновка, Волжский Утёс, Самара, Сызрань Тольятти, Ширяево. В портах Самары и Тольятти работают речные вокзалы, возможно комплексное обслуживание транзитных судов. Порт Самары способен одновременно принять и обслужить 9 крупнотоннажных пассажирских судов, порт Тольятти — 3 судна.
По количеству пассажиров отправленных внутренним водным транспортом общего пользования Самарская область занимает первое место в округе и четвёртое место в России. На географии пассажирских перевозок негативно сказались реформы в области монетизации льгот. После того как перевозчики лишились части дотаций за льготных пассажиров были закрыты пристани Зольное, Солнечная поляна, Лбище и прекратила существование транспортная межрегиональная линия Москва — Астрахань.
Воздушный транспорт
В Самарской области воздушным транспортом осуществляются перевозки как внутри области, так и внутри России, а также на международных авиалиниях. В регионе действуют аэропорты «Курумоч», «Смышляевка», «Безымянка», «Кряж», «Рождествено». Имеются недействующие посадочные полосы для малой авиации: Тольятти, Нижнее Санчелеево и Верхнее Санчелеево.
| Название    | Размер ВПП                  | Типы самолётов             |
| ----------- | --------------------------- | -------------------------- |
| Курумоч     | 2553х60 м 3001х45 м         | все типы гражданских судов |
| Смышляевка  | 1200х45 м 755х80 м 500х60 м | Ан-2                       |
| Безымянка   | 2800х45 м                   | все типы гражданских судов |
| Кряж        | 2100х40 м                   | Ан-26                      |
| Рождествено | 1200х70 м                   | Ан-2                       |

На территории области находится авиатранспортный комплекс, обслуживающий регион с населением 11 миллионов человек. В 2005 году из аэропорта «Курумоч» было отправлено 456 тысяч человек — это девятый показатель среди аэропортов России. В аэропорту имеется две взлётно-посадочные полосы, семь рулёжных дорожек, перрон, стояночные места на 50 судов, аэровокзал с пропускной способностью 450 чел./час. Аэропорт удобно расположен в транспортном плане: нет ограничений по росту территории, нет воздушных препятствий и крупных населённых пунктов в полосах воздушных подходов, федеральная автодорога проходит всего в 2 км от аэропорта, подходит ветка железнодорожной магистрали.
Трубопроводный транспорт
На долю трубопроводного транспорта приходится 55,2 % общих грузоперевозок Самарской области. Общая протяжённость трубопроводов по территории области составляет около 2 тысяч км.
Основу инфраструктуры составляют магистральные трубопроводы большого диаметра (1420 и 1220 мм), занимающиеся транспортировкой нефти и газа из Сибири и Средней Азии в центральные регионы России и за рубеж. Среди прочих по территории области проходит нефтепровод «Дружба» (в селе Лопатино находится одна из четырёх головных перекачивающих станций)
Развитая добыча газа и нефти в регионе привела к появлению обширной сети трубопроводов местного значения. Транспортные трубопроводные коридоры обычно проходят параллельно основным автомобильным и железнодорожным магистралям.
По области проходит 300-километровый участок магистрального аммиакопровода Тольятти—Одесса.

## Связь
Объём услуг связи в январе-сентябре 2018 года составил 28,3 млрд рублей, в том числе от оказания услуг населению 13,6 млрд рублей, что составляет 102,5 % и 105,6 % соответственно к аналогичному периоду 2017 года. Число активных абонентов фиксированного доступа к сети Интернет в 2018 году — 696 300 человек, 103,6 % к 2017 году. Число активных абонентов подвижной радиотелефонной связи, использующих услуги доступа в Интернет — 2 699 700 человек, 98,5 % к 2017 году.

## Розничная торговля
По показателю оборотов розничной торговли на 2008 год область занимает второе место в округе после Башкортостана:
| Год      | 1999    | 2000  | 2001   | 2002   | 2003   | 2004   | 2005   | 2006   | 2007   | 2008     | 2009           | 2010            | 2013           | 2014           | 2015         | 2016           | 2017           |
| Значение | 69338.7 | 84411 | 107059 | 127798 | 147999 | 182204 | 225858 | 262912 | 312219 | 387216.7 | 388,5 млрд руб | 422,2 млрд р уб | 558,5 млрд руб | 622,9 млрд руб | 590 млрд руб | 599,4 млрд руб | 613,6 млрд руб |

## Наука, образование и культура
- Самарская область является одним из 15 регионов, в которых с 1 сентября 2006 года был введён в качестве регионального компонента образования предмет Основы православной культуры[86].
- Ежегодно проходит летний региональный молодёжный образовательный форум «63 Регион».
- Ежегодно проходит Международный патриотический фестиваль «Борис Коценко представляет». Самый продолжительный фестиваль в мире стал одним из культурных символов Самарской области, повышающих её узнаваемость в регионах России и других странах[87].
- Ежегодно проходит Всероссийский фестиваль авторской песни имени Валерия Грушина и другие фестивали.
- В Дельфийском рейтинге субъектов Российской Федерации за 1999—2014 годы Самарская область занимала второе место по количеству победителей на ежегодно проходящих Молодёжных Дельфийских играх России[88].  В Дельфийском рейтинге субъектов Российской Федерации к 25—летию Дельфийских Игр Самарская область заняла третье место[89].
- В 2019 году по поручению губернатора Самарской области Дмитрия Азарова был открыт НОЦ «Инженерия будущего». На сегодняшний день он объединяет более 40 высших учебных заведений, предприятий и научно-образовательных центров.[90]

## Награды
Область была дважды награждена орденом Ленина:
- 20 сентября 1958 — «За крупные успехи, достигнутые трудящимися области в увеличении производства зерна и других продуктов сельского хозяйства. За успешное выполнение социалистических обязательств по продаже зерна в 1958 году».
- 26 ноября 1970 — «За большие успехи, достигнутые трудящимися области в выполнении задания пятилетнего плана по развитию народного хозяйства и особенно отраслей машиностроения, химической промышленности».

25 марта 1935 года постановлением ВЦИК СССР Куйбышевский край был награждён орденом Ленина. На следующий год его вручил сам М. И. Калинин.

## Памятные даты
- 13 января — День Самарской губернии
- 18 мая — День Самарского знамени
- 17 июля — День Самарской символики